# Margot Bengtsson
Margot Elisabet Bengtsson, född 12 februari 1943 i Helsingborg, är en svensk psykolog och genusforskare. 
Bengtsson, som dotter till överingenjör Eric Bengtsson och Karin Andersson, blev filosofie kandidat 1967, biträdande psykolog 1968, avlade psykologexamen 1975, blev filosofie doktor i tillämpad psykologi 1983 och docent i tillämpad psykologi i Lund 1986. Hon har forskat och undervisat vid institutionen för tillämpad psykologi från 1972 och har haft forskningsuppdrag vid Naturvetenskapliga forskningsrådet, Universitets- och högskoleämbetet, Riksbankens jubileumsfond och Delegationen för jämställdhetsforskning (JÄMFO). Hon har författat artiklar och böcker inom kreativitetsforskning, genusforskning, utvecklingspsykologisk forskning och högskoleforskning.
Hon var en av initiativtagarna till nuvarande Genusvetenskapliga institutionen vid Lunds universitet.